# Anaang
Anaang (lub Annang) – lud afrykański zamieszkujący południowo-wschodnią Nigerię, głównie stan Akwa Ibom. Posługują się językiem anaang, z grupy języków benue-kongijskich. Populacja wynosi 2 277 000 osób.
Wyznania:
- chrześcijaństwo – 99%:
  - Kościół Rzymskokatolicki: 60%
  - protestantyzm: 40%
- religie tradycyjne – 1%